# Brico Dépôt
Brico Dépôt – sieć składów remontowo-budowlanych należących do grupy Castorama. Nazwa sieci nawiązuje do idei zrób to sam (fr. bricolage).
Pierwsze dwa sklepy otwarto w Warszawie w 2006 roku. Kolejne składy zostały ulokowane w Poznaniu, Toruniu, Stargardzie, Skarżysku-Kamiennej oraz Puławach.
W 2012 roku dokonano rebrandingu sklepów w Stargardzie oraz Poznaniu, a w 2013 w Skarżysku-Kamiennej, które funkcjonują obecnie jako Castorama.

## Galeria

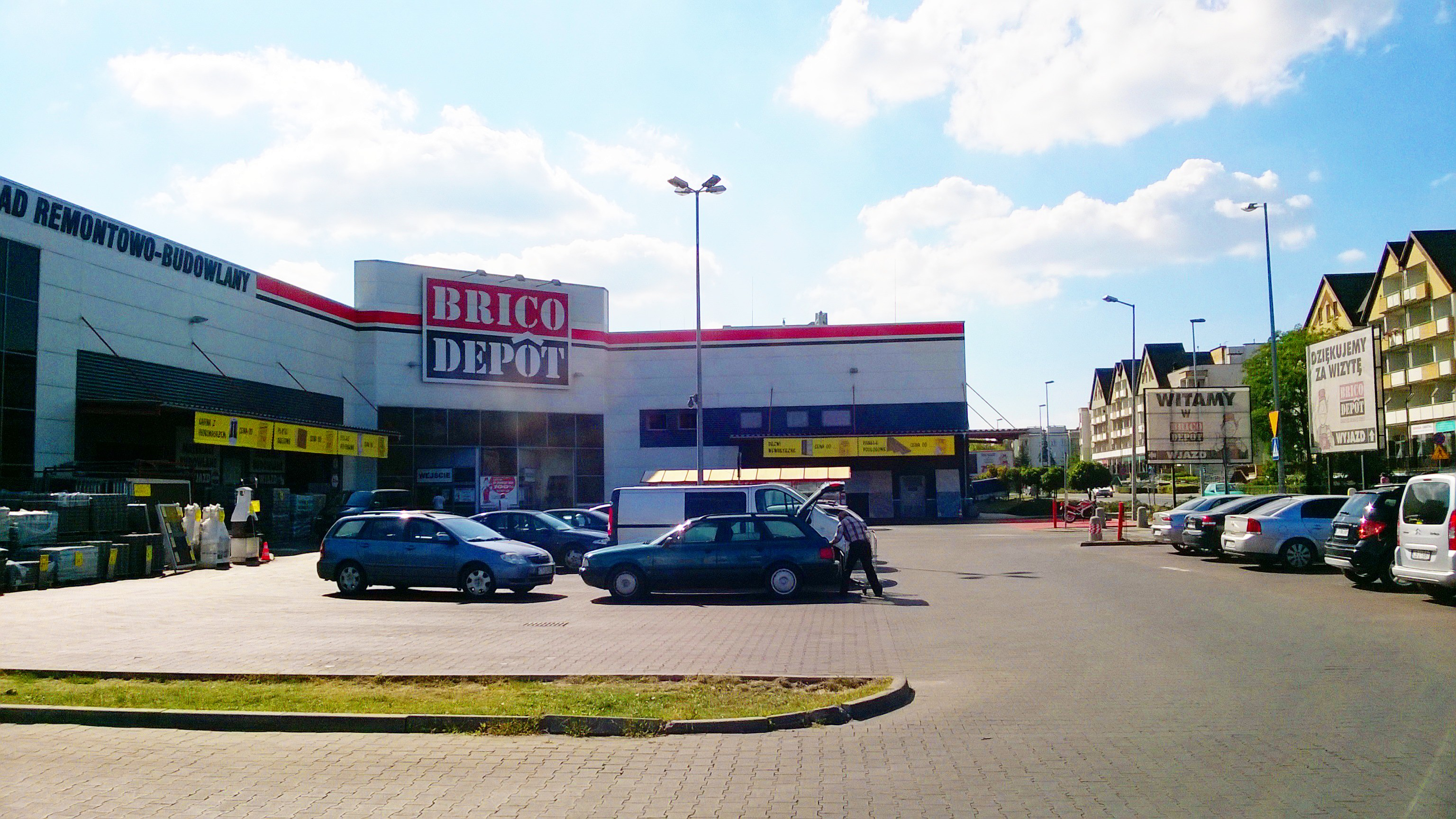
Sklep w Toruniu
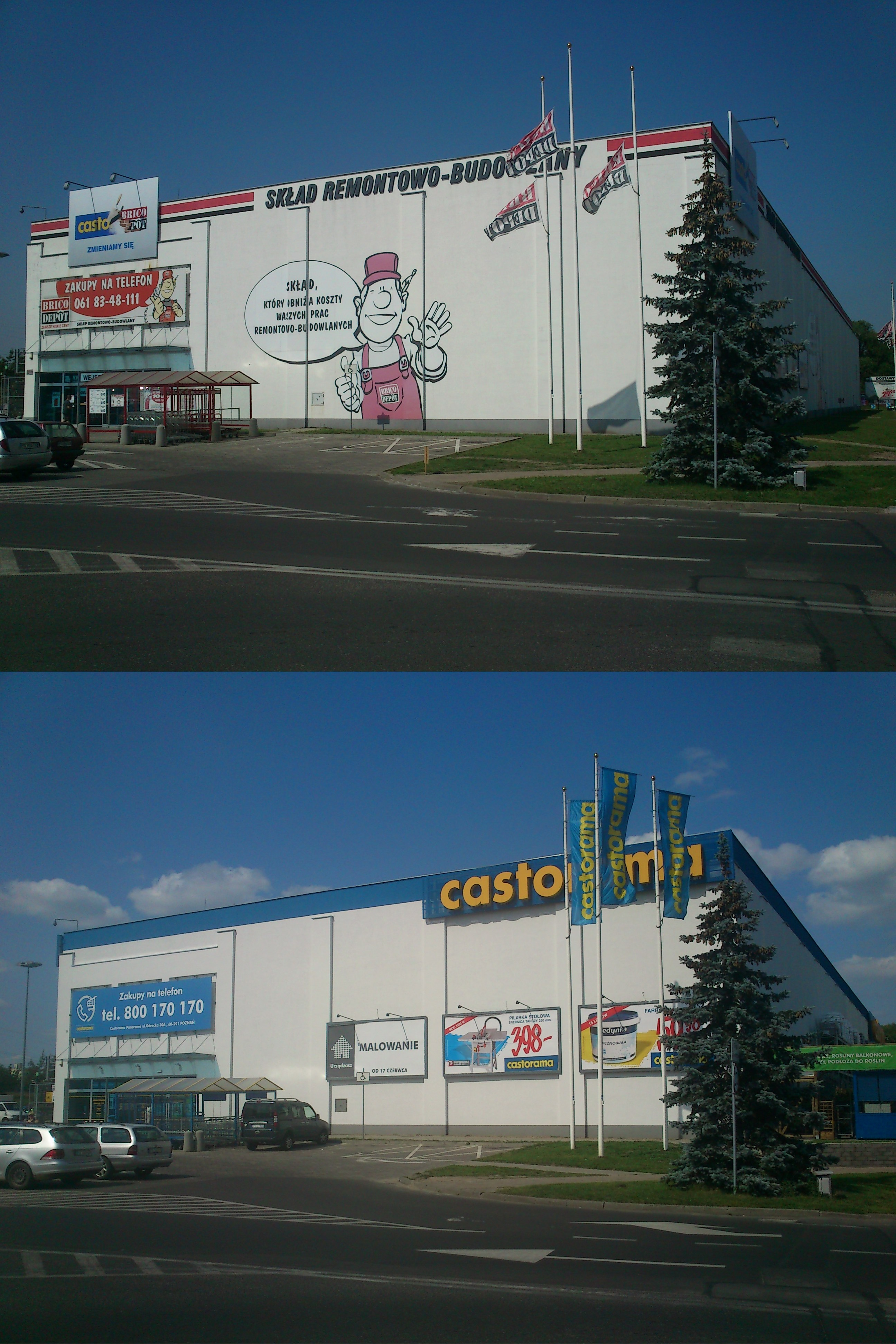
Sklep w Poznaniu przed i po rebrandingu